# Eduard Bornhöhe
Eduard Bornhöhe (Kullaaru kastély, Lääne-Virumaa, 1862. február 17. – Tallinn, 1923. november 17.) észt író

## Élete
Eredeti neve Eduard Brunberg volt. 1872 és 1874 közt általános iskolába, 1874 és 1877 közt a tallinni kerületi iskolába járt. Ezután rövidebb ideig egy szentpétervári földmérőnél mint rajzoló dolgozott, valamint egy boltban volt tanonc.
1878-1879-ben Kaunasban egy vasúti irodában dolgozott, majd a põltsamaa-i plébánia iskolájában lett segédiskolamester. Egy tallinni német nyelvű lap munkatársa is volt. 1881-től tanárként dolgozott Sztavropolban és Tbilisziben, ezidőtájt kiterjedt utazásokat tett Kis-ázsiában. 
Észtországba való visszatérte után a Matsalu-i kastély tanára és a Revaler Beobachter című német nyelvű újság színikritikusa lett. 1886-ban és 1887-ben énektanár volt a kuudai (Läänemaa) szemináriumban, majd ismét magántanár lett Matsaluban. 1889-ben beiratkozott a Tartui Egyetem filozófiai Karára, de még abban az évben abbahagyta tanulmányait.
Továbbra is magántanárként, íróként és karikaturistaként dolgozott. 1893-ban a Tallinni Kerületi Bíróságon lett fordító. 1907-től 1917-ig főszolgabíró volt Jõhviban. 1919-től mint békebíró tevékenykedett Tallinnban.
Regényeiben leginkább kalandos történelmi eseményekkel foglalkozott, munkáira a romantika jellemző. Bornhöhét tartják az észt regény megteremtőjének. Visszatérő témái az észtek felkelése a dánok ellen 1343. április 23-án (Nagy észt felkelés), valamint a Livóniai háború jelenetei. 1893-ban az orosz cári cenzúra erősen korlátozta Bornhöhe munkásságát, emiatt majdnem teljesen visszavonult az írástól. 

## Főbb művei
- Tasuja (1880)
- Villu võitlused (1890)
- Tallinna narrid ja narrikesed (1892)
- Vürst Gabriel ehk Pirita kloostri viimsed päevad (1893)
- Usurändajate radadel (Reiseerzählungen, 1899)
- Kollid (1903)

### Magyarul
- Gabriel herceg vagy A Szent Brigitta kolostor végnapjai. Történelmi kisregény a nagy livóniai háború idejéből, 1558–1583; ford. Dalmay Árpád; Talpas Design Grafikai Kft., Nyíregyháza, 2020

## Fordítás
- Ez a szócikk részben vagy egészben  az   Eduard Bornhöhe című német Wikipédia-szócikk ezen változatának fordításán alapul.  Az eredeti cikk szerkesztőit annak laptörténete sorolja fel. Ez a jelzés csupán a megfogalmazás eredetét és a szerzői jogokat jelzi, nem szolgál a cikkben szereplő információk forrásmegjelöléseként.